# Melitaea subtusmarcata
Melitaea subtusmarcata är en fjärilsart som beskrevs av Reuss 1921. Melitaea subtusmarcata ingår i släktet Melitaea och familjen praktfjärilar. Inga underarter finns listade i Catalogue of Life.